# Nombres 600 à 699
Cet article recense les nombres qui ont des propriétés remarquables allant de 600 à 699.

## Entiers de 600 à 609
Pour l'année, voir 600
{\displaystyle 600=2^{3}\cdot 3\cdot 5^{2}}
- un nombre oblong,
- un nombre Harshad,
- Un modèle de voiture : Fiat 600.

Pour l'année, voir 601
{\displaystyle 601}
- un nombre premier,
- un modèle de voiture : Peugeot 601,
- un nombre pentagonal centré.

Pour l'année, voir 602
{\displaystyle 602=2\cdot 7\cdot 43},
- un nombre nontotient.

Pour l'année, voir 603
{\displaystyle 603=3^{2}\cdot 67}
- un nombre Harshad.

Pour l'année, voir 604
{\displaystyle 604=2^{2}\cdot 151}
- un nombre nontotient,
- un modèle de voiture : Peugeot 604.

Pour l'année, voir 605
{\displaystyle 605=5\cdot 11^{2}}
- un nombre Harshad,
- un modèle de voiture : Peugeot 605.

Pour l'année, voir 606
{\displaystyle 606=2\cdot 3\cdot 101}
- un nombre sphénique,
- la somme de six nombres premiers consécutifs (89 + 97 + 101 + 103 + 107 + 109),
- autre nom de l'Arsphénamine.

Pour l'année, voir 607
{\displaystyle 607}
- un nombre premier,
- la somme de trois nombres premiers consécutifs (197 + 199 + 211),
- la fonction de Mertens retourne 0 pour ce nombre,
- un nombre strictement non palindrome,
- un modèle de voiture : Peugeot 607,
- l'indicatif téléphonique d'Ithaca.

Pour l'année, voir 608
{\displaystyle 608=2^{5}\cdot 19}
- la fonction de Mertens retourne 0 pour ce nombre,
- un nombre nontotient.

Pour l'année, voir 609
{\displaystyle 609=3\cdot 7\cdot 29}
- un nombre sphénique.

## Entiers de 610 à 619
Pour l'année, voir 610
{\displaystyle 610=2\cdot 5\cdot 61}
- un nombre sphénique,
- un nombre nontotient,
- un nombre de Markov.

Pour l'année, voir 611
{\displaystyle 611=13\cdot 47}
Pour l'année, voir 612
{\displaystyle 612=2^{2}\cdot 3^{2}\cdot 17}
- un nombre Harshad,
- un nombre de Zuckerman,
- l'indicatif téléphonique de Minneapolis.

Pour l'année, voir 613
{\displaystyle 613}
- un nombre premier,
- un nombre carré centré,
- le nombre de commandements (mitzvot) dans le judaïsme.
- le nombre suspendu au Madison Square Garden en l'honneur des 613 victoires de Red Holzman, l'entraîneur légendaire de l'équipe de basket new-yorkaise, les New York Knicks,
- l'indicatif téléphonique de l'Ontario de l'est, au Canada.

Pour l'année, voir 614
{\displaystyle 614=2\cdot 307}
- un nombre nontotient.

Pour l'année, voir 615
{\displaystyle 615=3\cdot 5\cdot 41}
- un nombre sphénique.

Pour l'année, voir 616
{\displaystyle 616=2^{3}\cdot 7\cdot 11}
- une valeur alternative pour le nombre de la Bête (généralement de valeur 666).

Pour l'année, voir 617
{\displaystyle 617}
- la somme de cinq nombres premiers consécutifs (109 + 113 + 127 + 131 + 137),
- un nombre premier de Chen,
- un nombre d'Eisenstein premier sans partie imaginaire.

Pour l'année, voir 618
{\displaystyle 618=2\cdot 3\cdot 103}
- un nombre sphénique.

Pour l'année, voir 619
{\displaystyle 619}
- un nombre premier strobogrammatique (en),
- une factorielle alternée.

## Entiers de 620 à 629
Pour l'année, voir 620
{\displaystyle 620=2^{2}\cdot 5\cdot 31}
- la somme de quatre nombres premiers consécutifs (149 + 151 + 157 + 163),
- la somme de huit nombres premiers consécutifs (61 + 67 + 71 + 73 + 79 + 83 + 89 + 97).

Pour l'année, voir 621
{\displaystyle 621=3^{3}\cdot 23}
- un nombre Harshad.

Pour l'année, voir 622
{\displaystyle 622=2\cdot 311}
- un nombre nontotient.

Pour l'année, voir 623
{\displaystyle 623=7\cdot 89}
Pour l'année, voir 624
{\displaystyle 624=2^{4}\cdot 3\cdot 13}
- une somme de nombres premiers jumeaux (311 + 313),
- un nombre Harshad,
- un nombre de Zuckerman.

Pour l'année, voir 625
{\displaystyle 625=5^{4}}
- 625 = 25²,
- la somme de sept nombres premiers consécutifs (73 + 79 + 83 + 89 + 97 + 101 + 103),
- un nombre octogonal centré,
- un nombre automorphe,
- un nombre de Friedman puisque 625= 5(6–2).

Pour l'année, voir 626
{\displaystyle 626=2\cdot 313}
- un nombre nontotient,
- un modèle de voiture : Mazda 626,
- le plus grand nombre de compositions de Mozart dans le catalogue de Köchel.
- le numéro de l'expérience de Stitch dans le dessin animé Lilo et Stitch.

Pour l'année, voir 627
{\displaystyle 627=3\cdot 11\cdot 19}
- un nombre sphénique,
- un nombre de Smith.

Pour l'année, voir 628
{\displaystyle 628=2^{2}\cdot 157}
- un nombre nontotient.

Pour l'année, voir 629
{\displaystyle 629=17\cdot 37}
- un nombre hautement cototient,
- un nombre Harshad.

## Entiers de 630 à 639
Pour l'année, voir 630
{\displaystyle 630=2\cdot 3^{2}\cdot 5\cdot 7}
- la somme de six nombres premiers consécutifs (97 + 101 + 103 + 107 + 109 + 113),
- un nombre triangulaire,
- un nombre hexagonal,
- un nombre Harshad.

Pour l'année, voir 631
{\displaystyle 631}
- un nombre premier de Chen,
- un nombre triangulaire centré,
- un nombre hexagonal centré.

Pour l'année, voir 632
{\displaystyle 632=2^{3}\cdot 79}
Pour l'année, voir 633
{\displaystyle 633=3\cdot 211}
- la somme de trois nombres premiers consécutifs (199 + 211 + 223),
- une partie du titre du film Mission 633.

Pour l'année, voir 634
{\displaystyle 634=2\cdot 317}
- un nombre nontotient,
- un nombre de Smith.

Pour l'année, voir 635
{\displaystyle 635=5\cdot 127}
- la somme de neuf nombres premiers consécutifs (53 + 59 + 61 + 67 + 71 + 73 + 79 + 83 + 89),
- la fonction de Mertens retourne 0 pour ce nombre.

Pour l'année, voir 636
{\displaystyle 636=2^{2}\cdot 3\cdot 53}
- la somme de dix nombres premiers consécutifs (43 + 47 + 53 + 59 + 61 + 67 + 71 + 73 + 79 + 83),
- un nombre de Smith,
- la fonction de Mertens retourne 0 pour ce nombre.

Pour l'année, voir 637
{\displaystyle 637=7^{2}\cdot 13}
- la fonction de Mertens retourne 0 pour ce nombre,
- un nombre décagonal.

Pour l'année, voir 638
{\displaystyle 638=2\cdot 11\cdot 29}
- un nombre sphénique,
- la somme de quatre nombres premiers consécutifs (151 + 157 + 163 + 167),
- un nombre nontotient,
- un nombre heptagonal centré.

Pour l'année, voir 639
{\displaystyle 639=3^{2}\cdot 71}
- la somme des vingt premiers nombres premiers,
- le code de la norme ISO pour la représentation des langues.

## Entiers de 640 à 649
Pour l'année, voir 640
{\displaystyle 640=2^{7}\cdot 5}
- un nombre de Harshad,
- le nombre de conquêtes italiennes de Don Giovanni d'après l'opéra de Mozart et Da Ponte.

Pour l'année, voir 641
{\displaystyle 641}
- un nombre premier de Sophie Germain,
- un facteur de F5 = 4 294 967 297 (le plus petit nombre de Fermat non premier),
- un nombre premier de Chen,
- un nombre d'Eisenstein premier sans partie imaginaire.

Pour l'année, voir 642
{\displaystyle 642=2\cdot 3\cdot 107}, 
- un nombre sphénique.

Pour l'année, voir 643
{\displaystyle 643}
- un nombre premier,
- le plus grand facteur premier de 123 456.

Pour l'année, voir 644
{\displaystyle 644=2^{2}\cdot 7\cdot 23}
- un nombre nontotient,
- un nombre Harshad.

Pour l'année, voir 645
{\displaystyle 645=3\cdot 5\cdot 43}
- un nombre sphénique,
- un nombre pyramidal heptagonal,
- un nombre de Smith,
- un nombre Harshad.

Pour l'année, voir 646
{\displaystyle 646=2\cdot 17\cdot 19}, 
- un nombre sphénique,
- une partie du nom de la norme ISO 646, la norme internationale pour la variante 7-bit du code ASCII.

Pour l'année, voir 647
{\displaystyle 647}
- la somme de cinq nombres premiers consécutifs (113 + 127 + 131 + 137 + 139),
- un nombre premier de Chen,
- un nombre d'Eisenstein premier sans partie imaginaire.

Pour l'année, voir 648
{\displaystyle 648=2^{3}\cdot 3^{4}}
- un nombre Harshad.

Pour l'année, voir 649
{\displaystyle 649=11\cdot 59}
- un nombre de Smith.

## Entiers de 650 à 659
Pour l'année, voir 650
{\displaystyle 650=2\cdot 5^{2}\cdot 13}
- un nombre pyramidal carré,
- un nombre oblong,
- un nombre nontotient.

Pour l'année, voir 651
{\displaystyle 651=3\cdot 7\cdot 31}
- un nombre sphénique,
- un nombre ennéagonal,

Pour l'année, voir 652
{\displaystyle 652=2^{2}\cdot 163}
Pour l'année, voir 653
{\displaystyle 653}
- un nombre premier de Sophie Germain,
- un nombre premier de Chen,
- un nombre d'Eisenstein premier sans partie imaginaire.

Pour l'année, voir 654
{\displaystyle 654=2\cdot 3\cdot 109}
- un nombre sphénique,
- un nombre nontotient,
- un nombre de Smith.

Pour l'année, voir 655
{\displaystyle 655=5\cdot 131}
Pour l'année, voir 656
{\displaystyle 656=2^{4}\cdot 41}
Pour l'année, voir 657
{\displaystyle 657=3^{2}\cdot 73}
Pour l'année, voir 658
{\displaystyle 658=2\cdot 7\cdot 47}
- un nombre sphénique.

Pour l'année, voir 659
{\displaystyle 659}
- un nombre premier de Sophie Germain,
- un somme de sept nombres premiers consécutifs (79 + 83 + 89 + 97 + 101 + 103 + 107),
- un nombre premier de Chen,
- la fonction de Mertens atteint un nouveau niveau -10 qui reste jusqu'à 661,
- un nombre hautement cototient,
- un nombre d'Eisenstein premier sans partie imaginaire,
- un nombre strictement non palindrome.

## Entiers de 660 à 669
Pour l'année, voir 660
{\displaystyle 660=2^{2}\cdot 3\cdot 5\cdot 11}
- la somme de quatre nombres premiers consécutifs (157 + 163 + 167 + 173),
- la somme de six nombres premiers consécutifs (101 + 103 + 107 + 109 + 113 + 127),
- la somme de huit nombres premiers consécutifs (67 + 71 + 73 + 79 + 83 + 89 + 97 + 101),
- un nombre Harshad.

Pour l'année, voir 661
{\displaystyle 661}
- un nombre premier,
- la somme de trois nombres premiers consécutifs (211 + 223 + 227),
- la fonction de Mertens atteint un nouveau niveau –11 qui reste jusqu'au nombre 665,
- un nombre étoilé.

Pour l'année, voir 662
{\displaystyle 662=2\cdot 331}
- un nombre nontotient

Pour l'année, voir 663
{\displaystyle 663=3\cdot 13\cdot 17}
- un nombre sphénique,
- un nombre de Smith.

Pour l'année, voir 664
{\displaystyle 664=2^{3}\cdot 83}
Pour l'année, voir 665
{\displaystyle 665=5\cdot 7\cdot 19}
- un nombre sphénique,
- la fonction de Mertens atteint un nouveau niveau –12 qui reste jusqu'au nombre 1105.

Pour l'année, voir 666
{\displaystyle 666=2\cdot 3^{2}\cdot 37}
- un nombre abondant,
- Puisque 36 est un carré parfait et un nombre triangulaire, 666 est le sixième nombre de la forme n2(n2 + 1)/2 (carrés triangulaires, suite A037270 de l'OEIS) et le huitième nombre de la forme n(n + 1)(n2 + n + 2)/8 (nombres doublement triangulaires, suite A002817 de l'OEIS),
- la moyenne harmonique des chiffres décimaux de 666 est un entier : 3/(1/6 + 1/6 + 1/6) = 6, faisant de 666 le 54e nombre avec cette propriété,
- un nombre palindrome en base dix,
- un nombre uniforme,
- un nombre de Smith,
- le carré magique d'inverses de nombres premiers basé sur 1/149 en base dix possède un total magique de 666,
- un membre des indices de nombres premiers dans la suite de Padovan, 3, 4, 5, 7, 8, 14, 19, 30, 37, 84, 128, 469, 666, 1262, 1573, 2003, 2210… (suite A112882 de l'OEIS),
- la somme de presque tous les chiffres romains (excepté M) : I + V + X + L + C + D = 1 + 5 + 10 + 50 + 100 + 500 = 666,
- la somme de tous les nombres de 1 à 36 (1 + 2 + 3 + ... + 35 + 36) donne 666, ce qui en fait un nombre triangulaire. On peut donc écrire que
- :{\displaystyle \sum _{i=1}^{6\times 6}i=666},
- en remarquant que 36 est la somme des nombres de 1 à 8,
{\displaystyle \sum _{i=1}^{\sum _{k=1}^{8}k}i=666} ;
- la somme des positions dans l'alphabet, multipliée par 9, de chacun des chiffres romains (I, V, X, L, C et D) qui le composent :
- 81 + 198 + 216 + 27 + 108 + 36 = 666
- (I, neuvième lettre, donne 9 * 9 = 81; V, vingt-deuxième lettre, donne 22 * 9 = 198...),
- Une autre manière de calculer est de poser le calcul suivant, où on retrouve quatre fois le nombre 666 :
(6 x 6 x 6) + (6 x 6 x 6) + (6 x 6 x 6) + (6 + 6 + 6) = 666,
- De plus, on peut remarquer, que la somme des carrés des nombres premiers jusqu'à 17 donne 666. Ainsi :
2² + 3² + 5² + 7² + 11² + 13² + 17² = 666.
- nommé le nombre de la Bête, jusqu'en 2004 où une équipe de chercheurs ont identifié le chiffre 666 comme étant le nom chiffré de l'empereur Néron. Les hébreux se donnaient des chiffres et des nombres à la place des noms (voir documentaire BBC). Ainsi Saint Jean pouvait échapper, comme les autres, à toutes représailles. 666 n'a jamais été le nombre de la bête, encore moins celui d'un quelconque 'diable'. Mais la légende persistera toujours.
- le sinus de 666° est égal à –φ/2, où φ est le nombre d'or.
- Vicarius Fili Dei — une épithète latine pour le pape dans la donation de Constantin — en additionnant les valeurs des lettres des chiffres romains VICIVILIIDI, donne 666.
- utilisé comme un surnom par Aleister Crowley, un occultiste qui s'est dénommé comme la bête dont il est fait mention dans l'Apocalypse.
- Les codes-barres trouvés sur la plupart des produits commerciaux sont caractérisés par des barres de garde au début, au milieu et à la fin faites par deux lignes fines. Deux lignes fines signifie dans l'encodage UPC le chiffre 6 (et pas d'autre chiffre), et donc, pour l'œil humain (mais pas pour le lecteur électronique de code-barres), les barres de garde apparaissent comme le nombre 666. Certaines personnes interprètent ceci comme une réalisation de la prophétie de l'Apocalypse : « Sans ce nombre, un individu ne sera pas capable d'acheter ou de vendre. »
- Le remake de 2006 du film d'horreur The Omen est sorti le 6 juin 2006 (06/06/06) à 06:06:06 le matin.
- le n° de port utilisé par le jeu Doom lorsque l'on joue contre un autre joueur via TCP.
- La plupart des versions du jeu vidéo Lemmings comporte un niveau appelé « Tous les 6… ». Le niveau comportant trois 6 a été construit sur un terrain de lave « infernal », 66 Lemmings et 66 de chaque sorte, un temps limite de 6 minutes, un taux de rejets de 66 et le joueur doit sauver 66 % des Lemmings.
- Dans la numérologie chinoise, 666 est considéré comme l'un des nombres les plus chanceux.
- 6-6-6 est Waw-Waw-Waw ("WWW") en hébreu, les lettres ont des valeurs numériques. Le nombre 666, néanmoins est Taw-Resch-Samech-Waw (400-200-60-6), puisqu'en hébreu, les centaines, les dizaines et les unités ont des caractères différents.[réf. nécessaire]
- la quantité de talents d'or que le roi Salomon collectait chaque année.
- le nombre des descendants d'Adonikam qui retournèrent à Jérusalem après l'exil de Babylone.
- le nom original du virus informatique du Mac OS SevenDust (en) qui fut découvert en 1998.
- Six-Sixty-Six est le titre d'une chanson du rocker Larry Norman (en). Une version a été enregistrée par Frank Black and the Catholics.
- le surnom du groupe punk rock canadien Kïll Cheerleadër (en).

Pour l'année, voir 667
{\displaystyle 667=23\cdot 29}
Pour l'année, voir 668
{\displaystyle 668=2^{2}\cdot 167}
- un nombre nontotient.

Pour l'année, voir 669
{\displaystyle 669=3\cdot 223}

## Entiers de 670 à 679
Pour l'année, voir 670
{\displaystyle 670=2\cdot 5\cdot 67}
- un nombre sphénique,
- un nombre octaédrique,
- un nombre nontotient.

Pour l'année, voir 671
{\displaystyle 671=11\cdot 61}
- le nombre de solutions pour le problème des huit dames pour n = 11.

Pour l'année, voir 672
{\displaystyle 672=2^{5}\cdot 3\cdot 7}
- un nombre à moyenne harmonique entière.

Pour l'année, voir 673
{\displaystyle 673}
- un nombre premier.

Pour l'année, voir 674
{\displaystyle 674=2\cdot 337}
- un nombre nontotient.

Pour l'année, voir 675
{\displaystyle 675=3^{3}\cdot 5^{2}}
Pour l'année, voir 676
{\displaystyle 676=2^{2}\cdot 13^{2}}
- 676 = 26².

Pour l'année, voir 677
{\displaystyle 677}
- un nombre premier de Chen,
- un nombre d'Eisenstein premier sans partie imaginaire.

Pour l'année, voir 678
{\displaystyle 678=2\cdot 3\cdot 113}
- un nombre sphénique,
- un nombre nontotient.

Pour l'année, voir 679
{\displaystyle 679=7\cdot 97}
- la somme de trois nombres premiers consécutifs (223 + 227 + 229),
- la somme de neuf nombres premiers consécutifs (59 + 61 + 67 + 71 + 73 + 79 + 83 + 89 + 97).

## Entiers de 680 à 689
Pour l'année, voir 680
{\displaystyle 680=2^{3}\cdot 5\cdot 17}
- un nombre tétraédrique,
- un nombre nontotient.

Pour l'année, voir 681
{\displaystyle 681=3\cdot 227}
- un nombre pentagonal centré.

Pour l'année, voir 682
{\displaystyle 682=2\cdot 11\cdot 31}
- un nombre sphénique,
- la somme de quatre nombres premiers consécutifs (163 + 167 + 173 + 179),
- la somme de dix nombres premiers consécutifs (47 + 53 + 59 + 61 + 67 + 71 + 73 + 79 + 83 + 89).

Pour l'année, voir 683
{\displaystyle 683}
- un nombre premier de Sophie Germain,
- la somme de cinq nombres premiers consécutifs (127 + 131 + 137 + 139 + 149),
- un nombre premier de Chen,
- un nombre d'Eisenstein premier sans partie imaginaire.

Pour l'année, voir 684
{\displaystyle 684=2^{2}\cdot 3^{2}\cdot 19}
- un nombre Harshad.

Pour l'année, voir 685
{\displaystyle 685=5\cdot 137}
- un nombre carré centré.

Pour l'année, voir 686
{\displaystyle 686=2\cdot 7^{3}}
- un nombre nontotient.

Pour l'année, voir 687
{\displaystyle 687=3\cdot 229}
- le numéro de coffre de la famille Potter à la banque, dans le film Harry Potter.

Pour l'année, voir 688
{\displaystyle 688=2^{4}\cdot 43}
- un nombre de Friedman puisque 688 = 8 × 86.

Pour l'année, voir 689
{\displaystyle 689=13\cdot 53}
- la somme de trois nombres premiers consécutifs (227 + 229 + 233),
- la somme de sept nombres premiers consécutifs (83 + 89 + 97 + 101 + 103 + 107 + 109).

## Entiers de 690 à 699
Pour l'année, voir 690
{\displaystyle 690=2\cdot 3\cdot 5\cdot 23}
- la somme de six nombres premiers consécutifs (103 + 107 + 109 + 113 + 127 + 131),
- un nombre de Smith,
- un nombre Harshad,
- une partie du nom de la norme ISO 690 pour les références bibliographiques.

Pour l'année, voir 691
{\displaystyle 691}
- un nombre premier,
- le numérateur (négatif) du nombre de Bernoulli B12=-691/2730,
- la fonction tau de Ramanujan τ et la fonction somme des puissances onzièmes des diviseurs σ11 sont reliées par la congruence remarquable τ(n) ≡ σ11(n) (mod 691).

Pour l'année, voir 692
{\displaystyle 692=2^{2}\cdot 173}
Pour l'année, voir 693
{\displaystyle 693=3^{2}\cdot 7\cdot 11}
Pour l'année, voir 694
{\displaystyle 694=2\cdot 347}
- un nombre triangulaire centré,
- un nombre nontotient.

Pour l'année, voir 695
{\displaystyle 695=5\cdot 139}
Pour l'année, voir 696
{\displaystyle 696=2^{3}\cdot 3\cdot 29}
- la somme de huit nombres premiers consécutifs (71 + 73 + 79 + 83 + 89 + 97 + 101 + 103).

Pour l'année, voir 697
{\displaystyle 697=17\cdot 41}
Pour l'année, voir 698
{\displaystyle 698=2\cdot 349}
- un nombre nontotient.

Pour l'année, voir 699
{\displaystyle 699=3\cdot 233}